# Charles Burles
Charles Burles né le 21 juin 1936 à Marseille (dans le quartier du Panier) et mort dans la même ville le 22 août 2021,, est un ténor français, particulièrement associé au répertoire français (opéra et opérette).

## Biographie
Charles Burles étudie le chant avec Léon Cazauran à Marseille, et il fait ses débuts à Toulon, en 1958. L'année suivante il parait à l'Opéra de Marseille dans le rôle d'Almaviva du Barbier de Séville de Rossini.
Pendant les années qui suivent, Burles chante principalement à Marseille, élargissant son répertoire. Il fait ses débuts à l'Opéra-Comique en 1970 et à l'Opéra Garnier en 1971. Il chante régulièrement dans ces deux théâtres les rôles de ténors légers tels; Lindoro, Nemorino, George Brown, Chapelou, Vincent, Gérald, Tonio, Arturo, etc. Il y chante également de nombreuses opérettes d'Offenbach (Orphée aux enfers, La Vie Parisienne, etc). Il parait peu à l'étranger, mais chante en Belgique, Hollande, Suisse et Italie.
Bon styliste, avec une jolie voix de ténor léger, Charles Burles a beaucoup enregistré pour la maison EMI souvent comme partenaire de Mady Mesplé, notamment dans Lakmé, en 1970, sous la direction d'Alain Lombard. Il a également enregistré le petit rôle de Hadji dans le même opéra, avec comme partenaire Natalie Dessay en 1998. On peut encore, par ailleurs, l'entendre dans les  enregistrements suivants La Fille de madame Angot, Les Cloches de Corneville, Les Mousquetaires au couvent, Barbier de Séville, L'Amant jaloux, Richard Cœur-de-Lion, La Belle Hélène.
Il meurt le 22 août 2021 à l'âge de 85 ans.

## Sources
- Operissimo.com Biographie en allemand